# بنموكسين
بنموكسين هو مضاد اكتئاب فهو مثبط أكسيداز أحادي الأمين لا عكوس وغير انتقائي ومن مجموعة هيدرازين.
صنع أول مرة عام 1967 وسوّق في أوروبا، لكنه لم يعد متوفرا حاليا.